# Danse de Sadie Hawkins

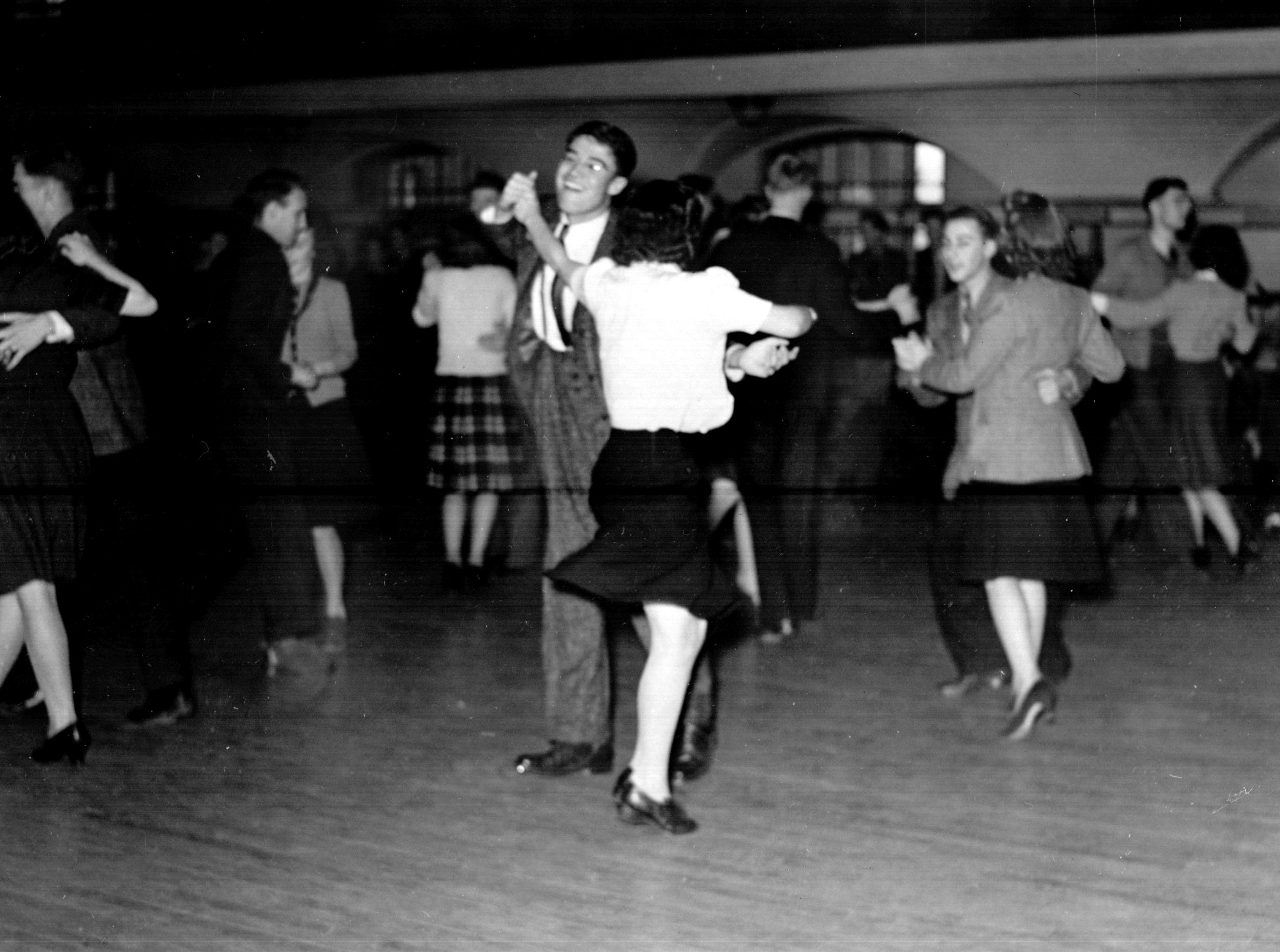
Danse de Sadie Hawkins au Canada, 1942

La danse de Sadie Hawkins est une tradition nord-américaine qui a lieu dans les high schools, les middle schools et les colleges. Cette tradition est parfois comparée à celle des catherinettes.
Le principe est que les filles y invitent les garçons.
Elle est nommée ainsi d'après le personnage de Sadie Hawkins dans le comic strip Li'l Abner d'Al Capp,. 

## Dans la culture populaire
- La Soirée de Sadie Hawkins est un épisode de la saison 2 de Buffy contre les vampires.
- Il y a une soirée Sadie Hawkins présentée dans l’épisode 17 de la saison 2 de la série Veronica Mars, Plan B.
- La Soirée Sadie Hawkins est un épisode de la saison 4 de Glee.
- La chanson Sadie Hawkins Dance est une chanson de l'album The Anatomy of the Tongue in Cheek de Relient K.
- Dans le film Le Monde de Charlie, les personnages participent à une soirée Sadie Hawkins.
- Il y a une soirée Sadie Hawkins présentée dans l'épisode 8 de la saison 4 de Community.
- Dans le 4eme episode de la saison 1 de the walking dead : world beyond. Deux des personnages de l'équipe tombent sur un college ou il y a les vestiges d'une soiree SADIE HAWKINS. Les adolescents ne reconnaissent pas la reference de l'ancien monde.
- Dans l'épisode 7 de la saison 2 de Totally Spies!, les protagonistes Sam, Clover et Alex tentent d'inviter David, un garçon dont les filles sont toutes les trois amoureuses, à une soirée Sadie Hawkins.
- Dans la série Mixed-ish, l'héroïne Rainbow prépare sa 1è soirée Sadie Hawkins et invite Brice, le beau garçon et joueur de foot du collège (Saison 1 - Episode 5 : Mon cavalier pour aller danser / All She Wants to Do is Dance)